# Coupe d'Europe de ski alpin 1997-1998
Navigation
Édition précédente Édition suivante
La Coupe d'Europe de ski alpin 1997-1998 est la 27e édition de la Coupe d'Europe de ski alpin, compétition de ski alpin organisée annuellement par la Fédération internationale de ski. Elle se déroule du 7 décembre 1997 au 13 mars 1998 dans vingt-sept stations européennes réparties dans huit pays. Ce sont les Autrichiens Marianna Salchinger et Benjamin Raich qui remportent les classements généraux.

## Déroulement de la saison
La saison débute le 7 décembre 1997 par un slalom à Piancavallo pour les femmes et le 8 décembre 1997 par un slalom géant à Valloire pour les hommes. Elle comporte, après annulations et reports, quatorze étapes masculines et quatorze étapes féminines réparties dans huit pays.
Les équipes d'Autriche domine la saison et remporte l'ensemble des titres masculins, ainsi que le général et les deux classements des épreuves de vitesses féminin. Seule deux skieuses scandinaves, la géantiste suédoise Anja Pärson et la slalomeuse finlandaise Henna Raita, résistent et empêche l'Autriche de remporter tous les titres.
Chez les dames l'Autrichienne Marianna Salchinger, spécialiste des épreuves de vitesse et vainqueur du classement général de la coupe d'Europe précédente, s'impose à nouveau. C'est la première femme à conserver son titre européen, la deuxième athlète après Marcel Sulliger titré en 1992 et 1993 (Stephan Eberharter en a également remporté deux, 1989 et 1997, mais de manière non successive). Karin Blaser termine deuxième pour un doublé autrichien. La suite du classement générale féminin est plus compacte, avec quarante points entre la troisième Anja Pärson, vainqueur du classement de géant, et la neuvième Eveline Rohregger (de).
Chez les hommes aussi l'équipe Autrichienne réalise un doublé au général, avec la domination du jeune prodige Benjamin Raich, qui remporte les classements de géant (largement) et de slalom (pour un point). La même saison il remporte les mondiaux junior dans les deux disciplines. Il est secondé par Patrick Wirth, déjà second en 1995, qui est également deuxième des classements de géant et de super G, et quatrième de clui de descente. Le Suisse Didier Plaschy complète ce podium du classement général masculin. Le vainqueur du classement du super G, l'Autrichien Christoph Gruber, est lui quatrième du général tandis que Norbert Holzknecht (de) (autrichien également) qui remporte le globe de descente n'est classé que dixième du classement général.

### Saison des messieurs
| \| Sierra Nevada \| Sites des compétitions dans hors des Alpes |
| Sierra Nevada                                                  |

| \| Valloire Obereggen Piancavallo Kreischberg Kranjska Gora Donnersbachwald Altenmarkt im Pongau Grimentz Les Menuires Megève Todtnau St-Moritz Sella Nevea Bardonnèche \| Les sites des compétitions situés dans les Alpes |
| Valloire Obereggen Piancavallo Kreischberg Kranjska Gora Donnersbachwald Altenmarkt im Pongau Grimentz Les Menuires Megève Todtnau St-Moritz Sella Nevea Bardonnèche                                                        |

### Saison des dames
| \| Abetone Nevis Range \| Sites des compétitions en Europe (hors des Alpes) |
| Abetone Nevis Range                                                         |

| \| Piancavallo Sankt Sebastian Altenmarkt im Pongau Tignes Falcade Schönried Rogla Pra-Loup Nova Levante Castelrotto Missen Bardonnèche \| Les sites des compétitions situés dans les Alpes |
| Piancavallo Sankt Sebastian Altenmarkt im Pongau Tignes Falcade Schönried Rogla Pra-Loup Nova Levante Castelrotto Missen Bardonnèche                                                        |

## Classement général
Les vainqueurs des classements généraux sont les Autrichiens Marianna Salchinger, skieuse spécialiste des épreuves de vitesse qui remporte également le petit globe de descente et termine deuxième du classement du super G, et Benjamin Raich spécialiste des épreuves technique et vainqueur des deux petits globes de slalom et de slalom géant.
Marianna Salchinger engrange l’essentiel de ses points en descente et devance sa compatriote polyvalente (mais qui brille surtout en super G) Karin Blaser de cent-vingt-six points et la géantiste suédoise Anja Pärson de cent-quarante-trois unités. Chez les hommes Benjamin Raich, vingt ans et champions du monde junior en titre en slalom et en slalom géant, écrase la concurrence. Avec mille deux-cent quatre-vingt-douze points il devance son compatriote Patrick Wirth, skieur polyvalent qui brille en descente (quatrième), super G et géant (deuxième des deux classements), de plus de quatre-cent points et totalise plus du double des points du troisième au général, le slalomeur Suisse Didier Plaschy.
| Rang | Nom                     | Points | Victoire(s) | Podium(s) |
| ---- | ----------------------- | ------ | ----------- | --------- |
| 1    | Benjamin Raich          | 1292   | 8           | 13        |
| 2    | Patrick Wirth           | 882    |             | 6         |
| 3    | Didier Plaschy          | 611    | 2           | 5         |
| 4    | Christoph Gruber        | 555    | 3           | 3         |
| 5    | Jeff Piccard            | 439    | 2           | 5         |
| 6    | Gaëtan Llorach          | 416    | 2           | 3         |
| 7    | Ludwig Sprenger (it)    | 412    |             | 3         |
| 8    | Peter Rzehak            | 408    |             | 1         |
| 9    | Rainer Schönfelder      | 397    |             | 2         |
| 10   | Norbert Holzknecht (de) | 384    | 2           | 4         |

| Rang | Nom                       | Points | Victoire(s) | Podium(s) |
| ---- | ------------------------- | ------ | ----------- | --------- |
| 1    | Marianna Salchinger       | 681    | 2           | 6         |
| 2    | Karin Blaser              | 555    |             | 1         |
| 3    | Anja Pärson               | 538    | 2           | 5         |
| 4    | Tanja Schneider           | 484    | 1           | 5         |
| 5    | Karin Köllerer            | 472    | 1           | 5         |
| 6    | Kristine Kristiansen (no) | 468    | 3           | 5         |
| 7    | Henna Raita               | 466    | 4           | 4         |
| 8    | Riitta Pitkänen (fi)      | 457    | 1           | 4         |
| 9    | Eveline Rohregger (de)    | 444    |             | 1         |
| 10   | Tanja Poutiainen          | 415    | 2           | 1         |

## Classements de chaque discipline
Les noms en gras remportent les titres des disciplines.

### Descente
Les vainqueurs des classements de descente sont les Autrichiens Marianna Salchinger et Norbert Holzknecht (de). Chez les femmes la Norvégienne Kristine Kristiansen (no) ne participe qu'au quatre première descente de coupe d'Europe et court sur le circuit mondial le reste de la saison. Et sur ces quatre courses elle remporte trois victoires et une seconde place, pas assez cependant pour battre Marianna Salchinger et ses cinq podiums (dont une victoire) en six courses et une neuvième place (et ses) comme pire résultat dans la discipline. Le podium est complété par une deuxième skieuse norvégienne, Grete Strøm (it).
Chez les hommes l'Allemand Stefan Krauß (de), lui aussi habitué de la Coupe du monde, reproduit un peu le même schéma que Kristiansen : il ne prend part qu'à deux descentes européennes, en Sierra Nevada, et remporte les deux. Ces deux-cents points ne lui permettent de se classer qu'à la huitième place du classement final, à cent-vint unités de Norbert Holzknecht et ses quatre podiums (dont deux victoires également). Les trois podiums de l'Italien Ludwig Sprenger (it) lui permettent de se hisser à la seconde place tandis qu'un autre Autrichien, Peter Rzehak, termine la saison à la troisième place du classement de descente sans être monté sur un podium de la saison.
| Rang | Nom                     | Points | Victoire(s) | Podium(s) |
| ---- | ----------------------- | ------ | ----------- | --------- |
| 1    | Norbert Holzknecht (de) | 320    | 2           | 4         |
| 2    | Ludwig Sprenger (it)    | 282    |             | 3         |
| 3    | Peter Rzehak            | 243    |             |           |
| 4    | Patrick Wirth           | 226    |             | 2         |
| 5    | Heinrich Rupp (it)      | 207    |             | 1         |
| 6    | Maurizio Feller (it)    | 205    |             | 1         |
| 7    | Michael Walchhofer      | 202    |             |           |
| 8    | Stefan Krauß (de)       | 200    | 2           | 2         |
| 9    | Ambrosi Hoffmann        | 189    |             | 2         |
| 10   | Jeff Piccard            | 158    | 1           | 1         |

| Rang | Nom                       | Points | Victoire(s) | Podium(s) |
| ---- | ------------------------- | ------ | ----------- | --------- |
| 1    | Marianna Salchinger       | 429    | 1           | 5         |
| 2    | Kristine Kristiansen (no) | 380    | 3           | 4         |
| 3    | Grete Strøm (it)          | 263    |             | 1         |
| 4    | Veronika Thanner (it)     | 204    |             | 1         |
| 5    | Marta Antonioli (it)      | 181    |             | 1         |
| 6    | Eveline Rohregger (de)    | 180    |             | 1         |
| 7    | Ylvie Runggaldier (it)    | 177    |             | 1         |
| 8    | Doris Götzenbrucker (it)  | 162    |             | 1         |
| 9    | Martina Lechner (de)      | 157    | 1           | 1         |
| 10   | Jeanette Cle (it)         | 149    |             |           |

### Super G
Les vainqueurs des classements de super G sont les Autrichiens Tanja Schneider et Christoph Gruber.
Chez les femmes aucune skieuse ne parvient à remporter deux courses, soit six vainqueurs différentes dans la saison. Tanja Schneider n'en remporte aucune, mais réussit à être quatre fois sur le podium des quatre super G auquel elle participe, en moins d'une semaine. Ces résultats lui permettent de devancer ses compatriote Marianna Salchinger et Karin Blaser.
Chez les hommes comme Christoph Grube remporte les trois premières courses, sur les cinq que compte la saison, et le titre de la spécialité devant son compatriote Patrick Wirth. La troisièmle place est occupée par deux skieurs qui en plus d'avoir le même nombre de points ont aussi le même bilan en termes de podiums, une victoire et une seconde place chacun : le Norvégien Kenneth Sivertsen et le Français Sébastien Fournier-Bidoz.
| Rang | Nom                      | Points | Victoire(s) | Podium(s) |
| ---- | ------------------------ | ------ | ----------- | --------- |
| 1    | Christoph Gruber         | 300    | 3           | 3         |
| 2    | Patrick Wirth            | 255    |             | 2         |
| 3    | Kenneth Sivertsen        | 180    | 1           | 2         |
| 3    | Sébastien Fournier-Bidoz | 180    | 1           | 2         |
| 5    | Peter Rzehak             | 165    |             | 1         |
| 6    | Ivan Bormolini (it)      | 143    |             |           |
| 7    | Tobias Barnerssoi        | 140    |             | 1         |
| 8    | Ludwig Sprenger (it)     | 130    |             |           |
| 9    | Christian Greber         | 120    |             | 2         |
| 10   | Christian Pichler (it)   | 120    |             |           |

| Rang | Nom                     | Points | Victoire(s) | Podium(s) |
| ---- | ----------------------- | ------ | ----------- | --------- |
| 1    | Tanja Schneider         | 280    |             | 4         |
| 2    | Marianna Salchinger     | 252    | 1           | 1         |
| 3    | Karin Blaser            | 245    |             | 2         |
| 4    | Marta Antonioli (it)    | 206    | 1           | 1         |
| 5    | Alexandra Morallet (it) | 202    | 1           | 2         |
| 6    | Selina Heregger         | 176    |             | 1         |
| 7    | Nathalie Robert (it)    | 161    |             | 1         |
| 8    | Anja Kalan (sl)         | 148    |             | 1         |
| 9    | Grete Strøm (it)        | 148    |             |           |
| 10   | Ylvie Runggaldier (it)  | 132    |             |           |

### Géant
Les vainqueurs des classements de slalom géant sont la Suédoise Anja Pärson et l'Autrichien Benjamin Raich. Chez les femmes Anja Pärson signe cinq podiums dont deux victoires en neuf courses, et marque quasiment deux fois plus de points que ses deux poursuivantes (469 contre 247 et 245), Karin Köllerer et Katarina Breznik (sl), qui se disputent la deuxième place du classement à deux points près. Mais si la domination de Pärson est nette chez les femmes, ce n'est rien à côté de celle de Benjamin Raich chez les hommes. Le jeune champion du monde junior en titre de la spécialité (et qui conserve son titre en 1998) monte sur neuf podiums en dix courses, dont six victoires. Avec de tel résultat il passe la barre des huit cents points au classement, plus du double de son dauphin Patrick Wirth. Le Finlandais Sami Uotila complète le podium.  
À noter que Rainer Salzgeber, skieur de coupe du monde, vient faire trois géants européen mi-février, et remporte les deux de Sella Nevea; Il marque donc deut-cent points qui ne lui permettent pas d'intégrer le top 10 (treizième à trois points du dixième).
| Rang | Nom                 | Points | Victoire(s) | Podium(s) |
| ---- | ------------------- | ------ | ----------- | --------- |
| 1    | Benjamin Raich      | 820    | 6           | 9         |
| 2    | Patrick Wirth       | 401    |             | 1         |
| 3    | Sami Uotila         | 368    | 1           | 4         |
| 4    | Arnold Rieder       | 332    |             | 3         |
| 5    | Jeff Piccard        | 253    |             | 1         |
| 6    | Ian Piccard         | 240    | 1           | 3         |
| 7    | Vincent Millet (it) | 236    |             | 2         |
| 8    | Stefan Stankalla    | 230    |             |           |
| 9    | Ivan Bormolini (it) | 217    |             |           |
| 10   | Rainer Schönfelder  | 203    |             | 1         |

| Rang | Nom                    | Points | Victoire(s) | Podium(s) |
| ---- | ---------------------- | ------ | ----------- | --------- |
| 1    | Anja Pärson            | 469    | 2           | 5         |
| 2    | Karin Köllerer         | 247    |             | 3         |
| 3    | Katarina Breznik (sl)  | 245    |             | 1         |
| 4    | Petra Kritzinger (it)  | 234    |             | 2         |
| 5    | Anna Ottosson          | 230    | 1           | 2         |
| 6    | Tanja Poutiainen       | 226    | 2           | 2         |
| 7    | Nicole Gius            | 215    |             | 1         |
| 8    | Tanja Schneider        | 204    | 1           |           |
| 9    | Antonella Marquis (it) | 179    |             |           |
| 10   | Ingrid Jacquemod       | 159    |             | 1         |

### Slalom
Les vainqueurs des classements de slalom sont la Finlandaise Henna Raita et l'Autrichien Benjamin Raich.
Chez les femmes Henna Raita remporte quatre des dix courses, et s'impose de justesse (à peine neuf points) devant sa compatriote Riitta Pitkänen (fi) qui copte quatre podiums également mais une seule victoire. La Finlande est proche de réaliser un triplé avec Petra Olamo (it) et ses deux podiums, mais la Slovène Nataša Bokal lui ravit la troisième place pour seulement quatre points. Chez les hommes la compétition est encore plus serré. Trois skieurs remportent deux victoires : Benjamin Raich, Didier Plaschy et Gaëtan Llorach. Le Suisse Plaschy est celui qui totalise le plus de podiums, cinq, mais c'est finalement l'Autrichien qui remporte le classement avec un unique point d'avance sur son concurrent. Le Français Gaëtan Llorach complète le podium un peu plus loin.
| Rang | Nom                  | Points | Victoire(s) | Podium(s) |
| ---- | -------------------- | ------ | ----------- | --------- |
| 1    | Benjamin Raich       | 472    | 2           | 4         |
| 2    | Didier Plaschy       | 471    | 2           | 5         |
| 3    | Gaëtan Llorach       | 394    | 2           | 3         |
| 4    | Andrej Miklavc       | 372    | 1           | 4         |
| 5    | Pierre Violon (it)   | 367    |             | 2         |
| 6    | Gaku Hirasawa (it)   | 300    | 1           | 2         |
| 7    | Simone Vicquery (it) | 293    |             | 2         |
| 8    | Richard Gravier      | 266    | 1           | 1         |
| 9    | Marco Casanova       | 247    |             | 1         |
| 10   | Gerhard Speiser (it) | 233    | 1           | 1         |

| Rang | Nom                  | Points | Victoire(s) | Podium(s) |
| ---- | -------------------- | ------ | ----------- | --------- |
| 1    | Henna Raita          | 466    | 4           | 4         |
| 2    | Riitta Pitkänen (fi) | 457    | 1           | 4         |
| 3    | Nataša Bokal         | 293    |             | 2         |
| 4    | Petra Olamo (it)     | 289    |             | 2         |
| 5    | Kristina Andersson   | 265    | 1           | 2         |
| 6    | Stefanie Wolf (it)   | 241    |             | 2         |
| 7    | Karin Köllerer       | 225    | 1           | 2         |
| 8    | Christel Pascal      | 217    |             |           |
| 9    | Sandra Hälldahl (it) | 196    |             | 2         |
| 10   | Tanja Poutiainen     | 189    |             | 1         |

## Calendrier et résultats

### Messieurs
| N° | Lieu                 | Date             | Épreuve  | Vainqueur                | Deuxième                 | Troisième                     |
| -- | -------------------- | ---------------- | -------- | ------------------------ | ------------------------ | ----------------------------- |
| 1  | Valloire             | 8 décembre 1997  | Géant    | Benjamin Raich           | Ian Piccard              | Vincent Millet (it)           |
| 2  | Valloire             | 9 décembre 1997  | Géant    | Benjamin Raich           | Patrick Wirth            | Ian Piccard                   |
| 3  | Obereggen            | 12 décembre 1997 | Super G  | Christoph Gruber         | Chad Gulevich (it)       | Patrick Wirth                 |
| 4  | Obereggen            | 13 décembre 1997 | Slalom   | Benjamin Raich           | Mika Marila              | Kristinn Björnsson            |
| 5  | Piancavallo          | 13 décembre 1997 | Downhill | Bjarne Solbakken         | Ludwig Sprenger (it)     | Heinrich Rupp (it)            |
| 6  | Kreischberg          | 21 décembre 1997 | Slalom   | Gaëtan Llorach           | Pierre Violon (it)       | Marco Casanova                |
| 7  | Kreischberg          | 22 décembre 1997 | Géant    | Benjamin Raich           | Vincent Millet (it)      | Sami Uotila                   |
| 8  | Kranjska Gora        | 5 janvier 1998   | Géant    | Benjamin Raich           | Sami Uotila              | Jeff Piccard                  |
| 9  | Kranjska Gora        | 6 janvier 1998   | Slalom   | Richard Gravier          | Andrej Miklavc           | Benjamin Raich                |
| 10 | Donnersbachwald      | 9 janvier 1998   | Slalom   | Kristinn Björnsson       | Didier Plaschy           | Rainer Schönfelder            |
| 11 | Donnersbachwald      | 10 janvier 1998  | Slalom   | Gaëtan Llorach           | Andrej Miklavc           | Didier Plaschy                |
| 12 | Altenmarkt im Pongau | 12 janvier 1998  | Descente | Peter Pen                | Patrick Wirth            | Norbert Holzknecht (de)       |
| 13 | Altenmarkt im Pongau | 12 janvier 1998  | Descente | Norbert Holzknecht (de)  | Maurizio Feller (it)     | Patrick Wirth                 |
| 14 | Altenmarkt im Pongau | 13 janvier 1998  | Super G  | Christoph Gruber         | Jürg Grünenfelder        | Patrick Wirth                 |
| 15 | Grimentz             | 20 janvier 1998  | Géant    | Sami Uotila              | Marco Büchel             | Rainer Schönfelder            |
| 16 | Grimentz             | 20 janvier 1998  | Slalom   | Didier Plaschy           | Gaku Hirasawa (it)       | Angelo Weiss                  |
| 17 | Les Menuires         | 23 janvier 1998  | Slalom   | Gaku Hirasawa (it)       | Pierre Violon (it)       | Didier Plaschy                |
| 18 | Les Menuires         | 24 janvier 1998  | Géant    | Ian Piccard              | Arnold Rieder            | Benjamin Raich                |
| 19 | Les Menuires         | 25 janvier 1998  | Super G  | Christoph Gruber         | Sébastien Fournier-Bidoz | Peter Rzehak                  |
| 20 | Megève               | 29 janvier 1998  | Descente | Jeff Piccard             | Ludwig Sprenger (it)     | Norbert Holzknecht (de)       |
| 21 | Megève               | 30 janvier 1998  | Descente | Norbert Holzknecht (de)  | Roland Fischnaller       | Ludwig Sprenger (it)          |
| 22 | Todtnau              | 7 février 1998   | Slalom   | Andrej Miklavc           | Markus Eberle            | Benjamin Raich                |
| 23 | Todtnau              | 8 février 1998   | Slalom   | Matteo Belfrond          | Simone Vicquery (it)     | Gaëtan Llorach                |
| 24 | Saint-Moritz         | 10 février 1998  | Géant    | Benjamin Raich           | Heinz Schilchegger       | Patrick Wirth                 |
| 25 | Saint-Moritz         | 11 février 1998  | Slalom   | Benjamin Raich           | Gerhard Speiser (it)     | Yves Dimier                   |
| 26 | Sella Nevea          | 13 février 1998  | Géant    | Rainer Salzgeber         | Benjamin Raich           | Heinz Schilchegger            |
| 27 | Sella Nevea          | 14 février 1998  | Géant    | Rainer Salzgeber         | Benjamin Raich           | Arnold Rieder                 |
| 28 | Sierra Nevada        | 17 février 1998  | Descente | Stefan Krauß (de)        | Ambrosi Hoffmann         | David Prétot (it)             |
| 29 | Sierra Nevada        | 18 février 1998  | Descente | Stefan Krauß (de)        | Christian Greber         | Ambrosi Hoffmann              |
| 30 | Sierra Nevada        | 20 février 1998  | Super G  | Sébastien Fournier-Bidoz | Kenneth Sivertsen        | Christian Greber              |
| 31 | Sierra Nevada        | 20 février 1998  | Super G  | Kenneth Sivertsen        | Tobias Barnerssoi        | Christian Greber              |
| 32 | Bardonnèche          | 13 février 1998  | Géant    | Benjamin Raich           | Arnold Rieder            | Sergio Bergamelli Sami Uotila |
| 33 | Bardonnèche          | 13 février 1998  | Slalom   | Didier Plaschy           | Andrej Miklavc           | Simone Vicquery (it)          |

### Dames
| N° | Lieu                 | Date             | Épreuve  | Vainqueur                 | Deuxième                  | Troisième                              |
| -- | -------------------- | ---------------- | -------- | ------------------------- | ------------------------- | -------------------------------------- |
| 1  | Piancavallo          | 7 décembre 1997  | Slalom   | Zali Steggall             | Urška Hrovat              | Nataša Bokal                           |
| 2  | Piancavallo          | 8 décembre 1997  | Slalom   | Laure Pequegnot           | Sandra Hälldahl (it)      | Urška Hrovat                           |
| 3  | Sankt Sebastian      | 15 décembre 1997 | Géant    | Tanja Poutiainen          | Sonia Viérin              | Nicole Gius                            |
| 4  | Sankt Sebastian      | 16 décembre 1997 | Géant    | Tanja Poutiainen          | Anna Ottosson             | Carrie Sheinberg (en)                  |
| 5  | Altenmarkt im Pongau | 18 décembre 1997 | Descente | Kristine Kristiansen (no) | Marianna Salchinger       | Ylvie Runggaldier (it)                 |
| 6  | Altenmarkt im Pongau | 19 décembre 1997 | Descente | Marianna Salchinger       | Kristine Kristiansen (no) | Eveline Rohregger (de)                 |
| 7  | Altenmarkt im Pongau | 20 décembre 1997 | Super G  | Alexandra Morallet (it)   | Kristine Kristiansen (no) | Pia Käyhkö (it)                        |
| 8  | Tignes               | 5 janvier 1998   | Descente | Kristine Kristiansen (no) | Marianna Salchinger       | Anna Larionova (it)                    |
| 9  | Tignes               | 7 janvier 1998   | Super G  | Varvara Zelenskaïa        | Anja Kalan (sl)           | Nathalie Robert (it)                   |
| 10 | Tignes               | 7 janvier 1998   | Descente | Kristine Kristiansen (no) | Marta Antonioli (it)      | Marianna Salchinger                    |
| 11 | Falcade              | 14 janvier 1998  | Slalom   | Henna Raita               | Nataša Bokal              | Edith Rozsa (it)                       |
| 12 | Falcade              | 15 janvier 1998  | Slalom   | Henna Raita               | Tanja Poutiainen          | Stefanie Wolf (it)                     |
| 13 | Schönried            | 22 janvier 1998  | Slalom   | Kristina Andersson        | Ingrid Salvenmoser        | Stefanie Wolf (it)                     |
| 14 | Schönried            | 23 janvier 1998  | Géant    | Christiane Mitterwallner  | Edith Rozsa (it)          | Anja Pärson                            |
| 15 | Rogla                | 25 janvier 1998  | Géant    | Anja Pärson               | Katarina Breznik (sl)     | María José Rienda                      |
| 16 | Rogla                | 26 janvier 1998  | Slalom   | Henna Raita               | Riitta Pitkänen (fi)      | Julie M. J. Parisien                   |
| 17 | Falcade              | 28 janvier 1998  | Géant    | Caroline Lalive           | Corina Hossmann (it)      | Anja Pärson                            |
| 18 | Falcade              | 29 janvier 1998  | Slalom   | Henna Raita               | Riitta Pitkänen (fi)      | Petra Olamo (it)                       |
| 19 | Pra-Loup             | 1er février 1998 | Descente | Grete Strøm (it)          | Veronika Thanner (it)     | Karin Blaser                           |
| 20 | Pra-Loup             | 2 février 1998   | Descente | Martina Lechner (de)      | Marianna Salchinger       | Grete Strøm (it)                       |
| 21 | Pra-Loup             | 3 février 1998   | Super G  | Marianna Salchinger       | Tanja Schneider           | Alexandra Morallet (it)                |
| 22 | Pra-Loup             | 4 février 1998   | Super G  | Marta Antonioli (it)      | Karin Blaser              | Tanja Schneider                        |
| 23 | Nova Levante         | 6 février 1998   | Géant    | Tanja Schneider           | Karin Köllerer            | Sylviane Berthod                       |
| 24 | Nova Levante         | 7 février 1998   | Slalom   | Elisabeth Brandner (it)   | Karin Blaser              | Tanja Schneider                        |
| 25 | Castelrotto          | 6 février 1998   | Super G  | Sylviane Berthod          | Tanja Schneider           | Daniela Ceccarelli                     |
| 26 | Missen               | 14 février 1998  | Slalom   | Petra Haltmayr            | Karin Köllerer            | Riitta Pitkänen (fi)                   |
| 27 | Missen               | 15 février 1998  | Slalom   | Karin Köllerer            | Kristina Andersson        | Barbara Milani (it)                    |
| 28 | Abetone              | 20 février 1998  | Géant    | Erika Hansson             | Karin Köllerer            | Ingrid Jacquemod Petra Kritzinger (it) |
| 29 | Abetone              | 21 février 1998  | Géant    | Anja Pärson               | Karin Köllerer            | Petra Kritzinger (it)                  |
| 30 | Nevis Range          | 12 mars 1998     | Slalom   | Anna Ottosson             | Anja Pärson               | Petra Olamo (it)                       |
| 31 | Bardonnèche          | 13 mars 1998     | Slalom   | Riitta Pitkänen (fi)      | Sandra Hälldahl (it)      | Alenka Dovžan                          |